# كريستي ريدجوي
كريستي ريدجوي (بالإنجليزية: Christie Ridgway)‏ (1950)؛ روائية أمريكية.